# Мауро Кодуччі

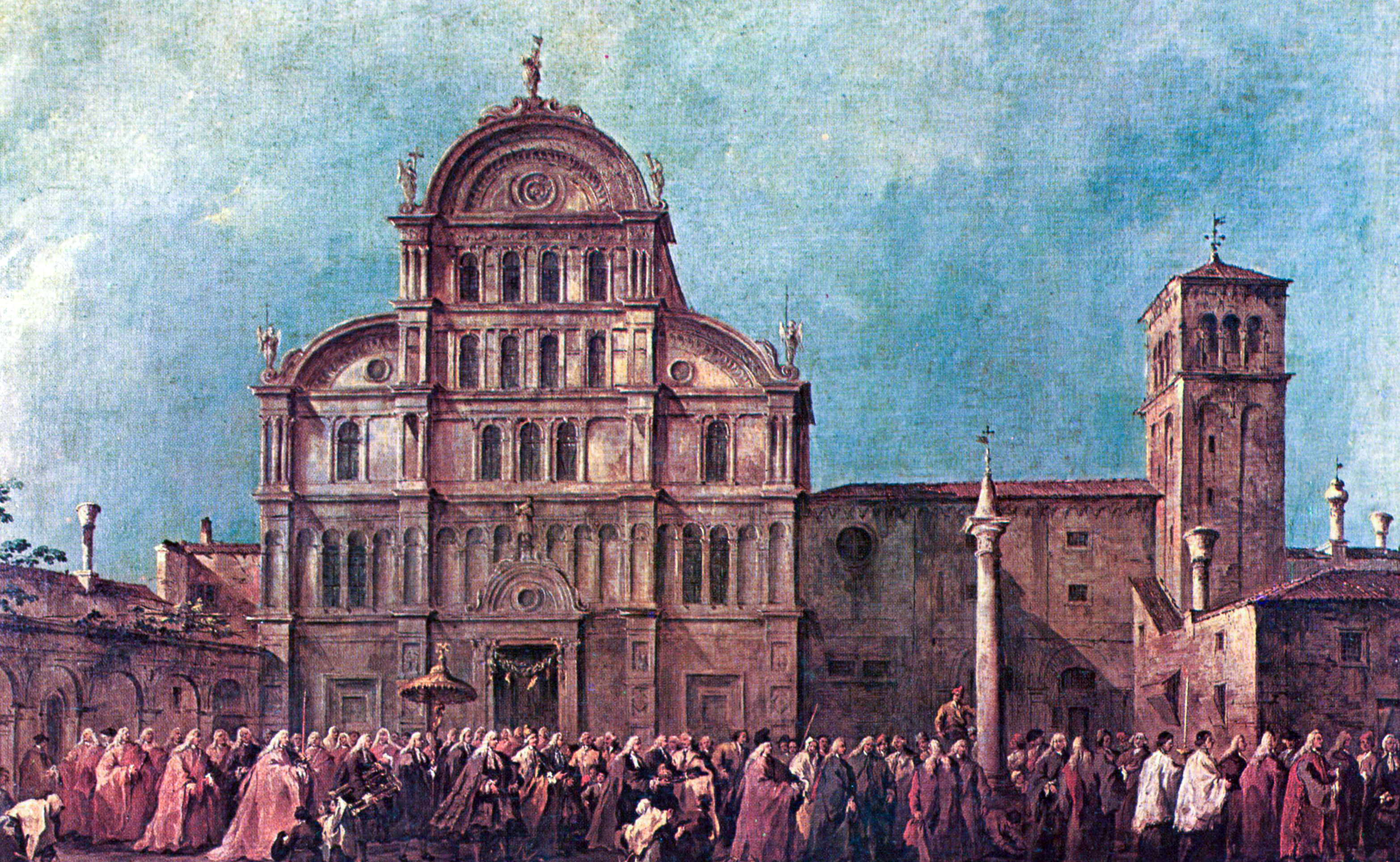
Напівкруглий фронтон церкви Сан-Заккарія — типовий елемент стиля Кодуччі. Картина Франческо Гварді «Урочиста процесія венеціанського дожа біля церкви Сан Дзаккарія».

Мауро Кодуччі або Кодуссі (італ. Mauro Codussi; 1440 — 1504, Венеція) — італійський скульптор та архітектор ранньої доби Відродження.
Мауро Кодуччі народився 1440 року поблизу Бергамо. До 30 років жив у Ломбардії, де вчився скульптурі. Приблизно 1468 року, Мауро приїхав до Венеції. Примітно те, що у цей же час до Венеції прибув інший видатний архітектор — П'єтро Ломбардо, із яким в подальшому Мауро зв'язували багато спільних робіт.
Кодуччі першим у Венеції застосував флорентійські мотиви під час проектування будівель, він зміг вдало поєднати інновації Епохи Відродження із існувавшим стилем візантійської архітектури.
Для Кодуччі типова пристрасть до розкішного оформлення фасадів орнаментами, напівкруглими формами фронтонів.

## Будівлі
- Церква Сан-Мікеле-ін-Ізола, 1453—1477
- Скуола Гранде ді Сан-Джованні Євангеліста, 1480—1500
- Церква Сан-Заккарія, продовження будівництва з 1480 до 1500
- Скуола Гранде ді Сан-Марко, фасад, 1490—1495
- Церква Санта-Марія Формоза, 1492
- Палаццо Корнер-Спінеллі на Гранд-каналі, 1480—1500
- Годинникова башта на площі Сан-Марко, 1496—1499
- Церква Святого Іоанна Хризостома, 1497—1504
- Палаццо Вендрамін Калерджі, 1500
- Дзвіниця церкви Сан-П'єтро ді Кастелло